# Beginning
Beginning (español: El comienzo) es el primer álbum de la cantante japonesa Akane Sugazaki. Fue lanzado el 22 de octubre de 2003 bajo el sello Giza Studio.

## Listado de pistas
1. Hoshi ni Negai wo~I wish upon a star~
2. beginning dream
3. La La La..~Yume wo Mitsumeta Mama de
4. Itsumademo Zutto
5. Kimi no Namae Yobu Dake de
6. Kimi ni Aitakute
7. Ribbon in the Sky
8. Haru no Hidamari no Naka de
9. Truth
10. Boyfriend
11. Promises
12. Koigokoro